# ABB (Unternehmen)
ABB Ltd (Abkürzung für Asea Brown Boveri) ist ein Energie- und Automatisierungstechnikkonzern mit Hauptsitz in Zürich, der 1988 aus der Fusion der schwedischen ASEA und der schweizerischen BBC entstand. Der Konzern ist weltweit tätig und beschäftigt etwa 107'900 Mitarbeiter in 100 Ländern. Bis zum Verkauf der Stromsparte 2020 war ABB der größte Industriearbeitgeber der Schweiz. Die Aktien sind an der Schweizer Börse SIX Swiss Exchange, an der Stockholmer Börse und an der New York Stock Exchange kotiert und im Swiss Market Index sowie im OMX Stockholm 30 gelistet.

## Geschichte
ABB entstand am 8. Februar 1988 aus der Fusion der schwedischen Allmänna Svenska Elektriska Aktiebolaget (ASEA) und der schweizerischen Brown, Boveri & Cie. (BBC) zur Asea Brown Boveri (ABB). Dabei bündelten ASEA und BBC ihr Geschäft in der ABB Asea Brown Boveri Ltd. mit Sitz in Zürich, an der sie jeweils 50 Prozent hielten. Der neu geschaffene Konzern beschäftigte weltweit 210'000 Mitarbeiter, davon 35'000 in Deutschland, 34'000 in Schweden und 16'000 in der Schweiz. 1996 wurde die ASEA AB in ABB AB und die BBC Brown Boveri AG in ABB AG umbenannt, blieben jedoch weiterhin eigenständige, börsennotierte Gesellschaften (Dual-listed Company). Im Jahr 1999 wurden die beiden Firmen schliesslich zur ABB Ltd. mit Sitz in Zürich vereinigt. Diese Fusion, durch die ABB zur weltweiten Nummer drei der Elektrotechnik wurde, galt damals als Meilenstein der Wirtschaftsgeschichte. Die wichtigsten Produkte des Konzerns waren Kraftwerke, insbesondere Gasturbinen-, Dampfturbinen- und GuD-Kraftwerke, Lokomotiven, Turbolader und elektrische Schaltanlagen.

### 1990er Jahre
Der damalige Vorsitzende der Geschäftsleitung, Percy Barnevik kaufte in den nächsten Jahren in grossem Stil noch weitere Unternehmen zu. Im Februar 1996 wurde er in der Generalversammlung in den Verwaltungsrat gewählt und übte gleichzeitig die Funktion des Vorsitzenden der Geschäftsleitung von ABB aus. Eines der zugekauften Unternehmen, die amerikanische Combustion Engineering (CE), sah sich in den Neunzigerjahren in den USA mit riesigen Schadenersatzforderungen von Asbestopfern konfrontiert, was ABB als rechtliche Nachfolgerin 2002 an den Rand des Zusammenbruchs brachte, da sie schon durch die Folgekosten (Schadensersatz, Terminverzug, Vertragsrückkäufe, Reparaturkosten etc.) der massiv auf den Markt gebrachten, aber nicht völlig fertigentwickelten bzw. getesteten neuesten Gasturbinentypen GT24 bzw. GT26 finanziell stark belastet war und weitere Forderungen der Kunden ins Haus standen. Der mit den US-Klägern ausgehandelte Vergleich im CE-Fall wurde vom zuständigen US-Gericht am 1. April 2006 genehmigt. Barnevik trat im November 2001 aus dem Verwaltungsrat aus und erhielt eine Abfindung in Höhe von 148 Millionen Schweizer Franken, welche noch heute als die grösste Abfindung aller Zeiten gilt.
Vorsitzender der Konzerngeschäftsleitung nach Barnevik wurde Ende 1996 der Schwede Göran Lindahl, dessen Geschäftsführung mehrheitlich von Desinvestitionen geprägt war. Die Verkehrstechnik-Tochtergesellschaften wurden mit denjenigen von Daimler-Benz per 1. Januar 1996 im Joint-Venture ABB Daimler-Benz Transportation (Adtranz) zusammengeführt. Bereits im Geschäftsjahr 1998 wurde der Ausstieg aus dem Gemeinschaftsunternehmen beschlossen und der 50-Prozent-Anteil per 30. September 1998 an Daimler-Benz verkauft.
Analog wurde die in der ABB Kraftwerke AG gebündelte Kraftwerkssparte per 30. Juni 1999 mit denjenigen von Alstom zusammengeführt. Die ABB Kraftwerke AG wurde zunächst als Joint Venture in ABB Alstom Power und kurze Zeit später in Alstom (Schweiz) umbenannt. Bereits im April 2000 wurde der Teilbereich Nuclear Systems an die British Nuclear Fuels (BNFL) veräussert, im Mai 2000 wurde dann die gesamte Geschäftssparte mit dem Verkauf des 50-Prozent-Anteils an Alstom aufgegeben, um einerseits die weiteren finanziellen Belastungen der GT24/26-Aufträge sowie die Nachentwicklung und Konstruktionsfehlerbeseitigung der beiden Gasturbinentypen abwälzen zu können. Der Verkaufserlös der Sparte wurde dringend u. a. für die Combustion-Engineering-Problematik benötigt. Der Verkauf der Kraftwerkssparte sicherte zwar das Überleben der ABB, wirkte sich jedoch auch auf die übrigen Bereiche des Konzerns negativ aus, von denen viele Zulieferer der Kraftwerksparte waren.
In dieser auf kurze Sicht ausgelegten Unternehmenspolitik bestärkt wurde Lindahl von Financiers wie Martin Ebner und Jacob Wallenberg, die – wie Lindahl selber auch – im März 1999 im Rahmen der Generalversammlung in den Verwaltungsrat gewählt wurden.
Zur Vergrösserung der Automationssparte wurde im Januar 1999 für rund 2,2 Mrd. US-Dollar die Elsag Bailey Process Automation N.V. zugekauft und in den Konzernbereich Automation Products integriert, darunter auch das Traditionsunternehmen Hartmann & Braun am Standort Alzenau. Mit der neu vorgegebenen Marschrichtung gab Lindahl Ende 2000 die Leitung des Unternehmens ab und trat zudem – ein Jahr vor Barnevik – aus dem Verwaltungsrat zurück.

### 2000er Jahre
Im Jahr 2000 feierte ABB, obwohl nur zwölf Jahre in dieser Form existent, aufgrund der Historie der vormaligen BBC, ihr 100-jähriges Bestehen. In Deutschland wurde dies mit der beginnenden Kampagne «Tour Futur», einem auf Zukunft ausgerichteten Umgestaltungsprozess der ABB zusammengelegt. Neuer Deutschlandchef wurde der Schwede Bengt Pihl. Erklärtes Ziel des Managements war es, im Vergleich zu Siemens in allen konkurrierenden Geschäftszweigen die Nummer 1 zu werden. Konsequent wurden Geschäftsbereiche der «alten Technologie» wie Kraftwerks- und Kläranlagentechnik sowie das Turbinengeschäft reduziert und Teile des Standorts Alzenau nach Minden verlegt.
Ab dem 1. Januar 2001 war der informatikorientierte Jörgen Centerman Vorsitzender der Geschäftsleitung, der den Umgestaltungsprozess konsequent fortsetzen wollte und dabei die Intention hatte, ABB müsse sich vorrangig den neuen Informationstechnologien und Dienstleistungen widmen. Eine Massnahme diesbezüglich war die totale Integration der zuvor für CSC Ploenzke tätigen Informatiker und PC-Dienstleister. Diese wurden nach dem Vorbild der Siemens Business Services (SBS) zunächst in die interne Business Unit «KIS» (Kommunikations- & Informations-Systeme) überführt, nach dem allgemeinen Niedergang des IT-Marktes nach 2001 jedoch später erst wieder ausgegliedert und schliesslich vollständig verkauft.
Aufgrund der insgesamt verfehlten Strategie musste Centerman kurz darauf seinen Sessel räumen. Die Aktien verloren in dieser Zeit zeitweise bis zu 70 Prozent ihres Wertes. Als Notmassnahme wurde der gesamte Konzern im Bereich Management umstrukturiert und die bisherigen Führungskräfte der einzelnen Geschäftsbereiche weitgehend entmachtet. Stattdessen wurden sieben sogenannte business area manager eingesetzt, die tageweise aus der Schweiz einflogen, um das lokale Management zu beraten und zu kontrollieren.
Vom 5. September 2002 bis zum 31. Dezember 2004 leitete Jürgen Dormann den Konzern als Vorsitzender der Geschäftsleitung und wurde am 1. Januar 2005 von Fred Kindle, bis dahin Vorsitzender der Geschäftsleitung der Sulzer AG, abgelöst. Dormann, der 1998 erstmals in den Verwaltungsrat gewählt wurde, war von 2002 bis zu seinem Rücktritt auf die Generalversammlung im Jahr 2007 hin auch Präsident desselben. Unter seiner Leitung wurden verschiedene nicht mehr zum Kerngeschäft zählende Unternehmensbereiche veräussert, unter anderem Anfang 2004 der Geschäftsbereich ABB Gebäudetechnik Schweiz, aus dem in der Folge die ETAVIS-Gruppe hervorging. In der darauffolgenden GV neu in den Verwaltungsrat gewählt wurde der Physiker Hubertus von Grünberg, der sogleich auch ins Amt des VR-Präsidenten gewählt wurde.
2007 wurde die Jürgen Dormann Foundation gegründet, welche Stipendiaten-Programme im Bereich der Ingenieurwissenschaften fördert.
Im August 2007 konnte man sich mit der niederländischen Chicago Bridge & Iron Company (CB&I) auf einen Verkauf des Geschäftsbereichs Lummus Global einigen. Dieser setzte im Geschäftsjahr 2006 rund 988 Mio. US-Dollar um und beschäftigte etwa 2400 Mitarbeiter. Nach Genehmigung durch die Behörden und die CB&I-Aktionäre konnte die auf einen Wert von 950 Mio. US-Dollar bezifferte Transaktion am 19. November 2007 vollzogen werden. Im Rahmen der Desinvestition hat ABB fragwürdige Zahlungen entdeckt, die von Lummus Global ausgerichtet wurden, und diese angezeigt – allfällige Strafzahlungen, für die ABB haftet, konnten dabei noch nicht beziffert werden.
Am 13. Februar 2008 legte Fred Kindle sein Amt ab und verließ das Unternehmen. Als Grund wurden «unüberbrückbare Differenzen über die Führung des Unternehmens» angegeben. Interimistisch wurde die Konzernleitung an den Finanzvorstand Michel Demaré übertragen. Mitte Juli gab der Verwaltungsrat bekannt, dass Joseph Hogan per 1. September 2008 zum neuen Vorsitzenden der Geschäftsleitung von ABB ernannt wurde; vor seinem Wechsel war Hogan Vorsitzender der Geschäftsleitung von GE Healthcare, der Medizinaltechniksparte von General Electric.
In 2009 wurde der Produktionsstandort der Automation Products in Alzenau komplett geschlossen. Teile der Produktion wurden in Minden weitergeführt.

#### Kernkraftwerkausrüstung für Nordkorea
Im Jahr 2000 war Donald Rumsfeld noch im Vorstand von ABB, ehe er von 2001 bis 2006 unter der Präsidentschaft von George W. Bush Verteidigungsminister der Vereinigten Staaten von Amerika wurde. ABB unterzeichnete in diesem Jahr einen Auftrag für die Lieferung von Ausrüstungen und Dienstleistungen für zwei nordkoreanische Reaktoren im Kernkraftwerk Kŭmho. Letztere wurden unter einer Vereinbarung mit der Korean Peninsula Energy Development Organization (KEDO) geliefert, einem Konsortium, das 1995 von den Regierungen der Vereinigten Staaten, Japan, Südkorea und der Europäischen Union gebildet wurde.

### 2010er Jahre
Im Jahr 2013 wurde bekannt gegeben, dass Joe Hogan sein Amt aus privaten Gründen niederlegt. Im Juni 2013 hat der Verwaltungsrat Ulrich Spiesshofer, vormals Konzernleitungsmitglied für die Division Industrieautomation und Antriebe, einstimmig zum neuen Vorsitzenden der Geschäftsleitung ernannt. An der GV 2015 löste Peter Voser Hubertus von Grünberg als VR-Präsident ab. Voser war von 2002 bis 2004 Finanzchef von ABB gewesen und leitete zuletzt als CEO die niederländisch-britische Royal Dutch Shell.
Im Juli 2013 übernahm ABB den weltweit zweitgrössten Solarwechselrichterhersteller Power-One, Inc. aus Camarillo, Kalifornien.
Am 4. April 2017 wurde bekannt, dass ABB die oberösterreichische Firma Bernecker & Rainer (B&R) mit Sitz in Eggelsberg im Innviertel, und insgesamt 3000 Arbeitnehmern, übernommen hat.
ABB übernahm 2017/2018 für 2,6 Milliarden Dollar (2,17 Mrd. Euro) die Elektrosparte GE Industrial Solutions vom US-Konzern General Electric.
2017 beteiligte sich ABB an einer Batteriefabrik von Northvolt mit 10 Mio. Euro.
Am 17. Dezember 2018 gab ABB im Rahmen der Transformation des Konzerns den Verkauf von 80,1 % seiner Stromnetzsparte (Division Power Grids) im Wert von rund 7,8 Milliarden US-Dollar an den japanischen Elektrotechnik- und Maschinenbaukonzern Hitachi bekannt. ABB besitzt eine Option zum Verkauf auch der restlichen 19,9 % nach drei Jahren. Betroffen hiervon sind rund 36'000 Beschäftigte. An Hitachi geht auch die ABB Semiconductors mit Produktionsstätte in Lenzburg.
Am 19. November 2020 gab ABB auf dem Investor’s Day bekannt, dass man sich von den Divisionen Turbolader, Stromwandler und Mechanical Power trennen möchte. Dies trifft besonders den Standort Baden/Schweiz, wo sich die Zentrale der Division Turbolader befindet. Die Division gilt als äusserst profitabel, passe aber nicht mehr zur neuen Ausrichtung der ABB-Gruppe. Nachdem sich kein Käufer für diesen Geschäftsbereich gefunden hatte, wurde dieser als ein eigenes Unternehmen ausgegliedert und als selbständige Firma Accelleron Industries an der Schweizer Börse kotiert.

### 2020er Jahre
Am 12. Juni 2023 meldete ABB die vollzogene Übernahme des deutschen Smart-Home-Unternehmens Eve Systems an. Eve, seit 1999 in München ansässig und 2018 aus der Aufspaltung von Elgato Systems hervorgegangen, umfasst rund 50 Mitarbeiter und entwickelt insbesondere Geräte zum Energiemanagement in Haushalten, daneben aber auch Geräte für andere Felder der Heimautomatisierung. Die Beteiligten betonen im Rahmen der Übernahme insbesondere die Expertise für den neu entwickelten Standard Matter und das Netzwerkprotokoll Thread, auf die ABB damit Zugriff erhält. Eve Systems soll als eigenständige Marke innerhalb des Geschäftsbereichs Elektrifizierung bestehen bleiben.

## Geschäftsbereiche
Die geschäftlichen Aktivitäten von ABB sind in die vier globale Geschäftsbereiche Elektrifizierung, Industrieautomation, Antriebstechnik sowie Robotik und Fertigungsautomation unterteilt, die sich wiederum aus spezifischen Divisionen zusammensetzen, deren Tätigkeitsschwerpunkt auf bestimmten Branchen und Produktkategorien liegt.

### Elektrifizierung

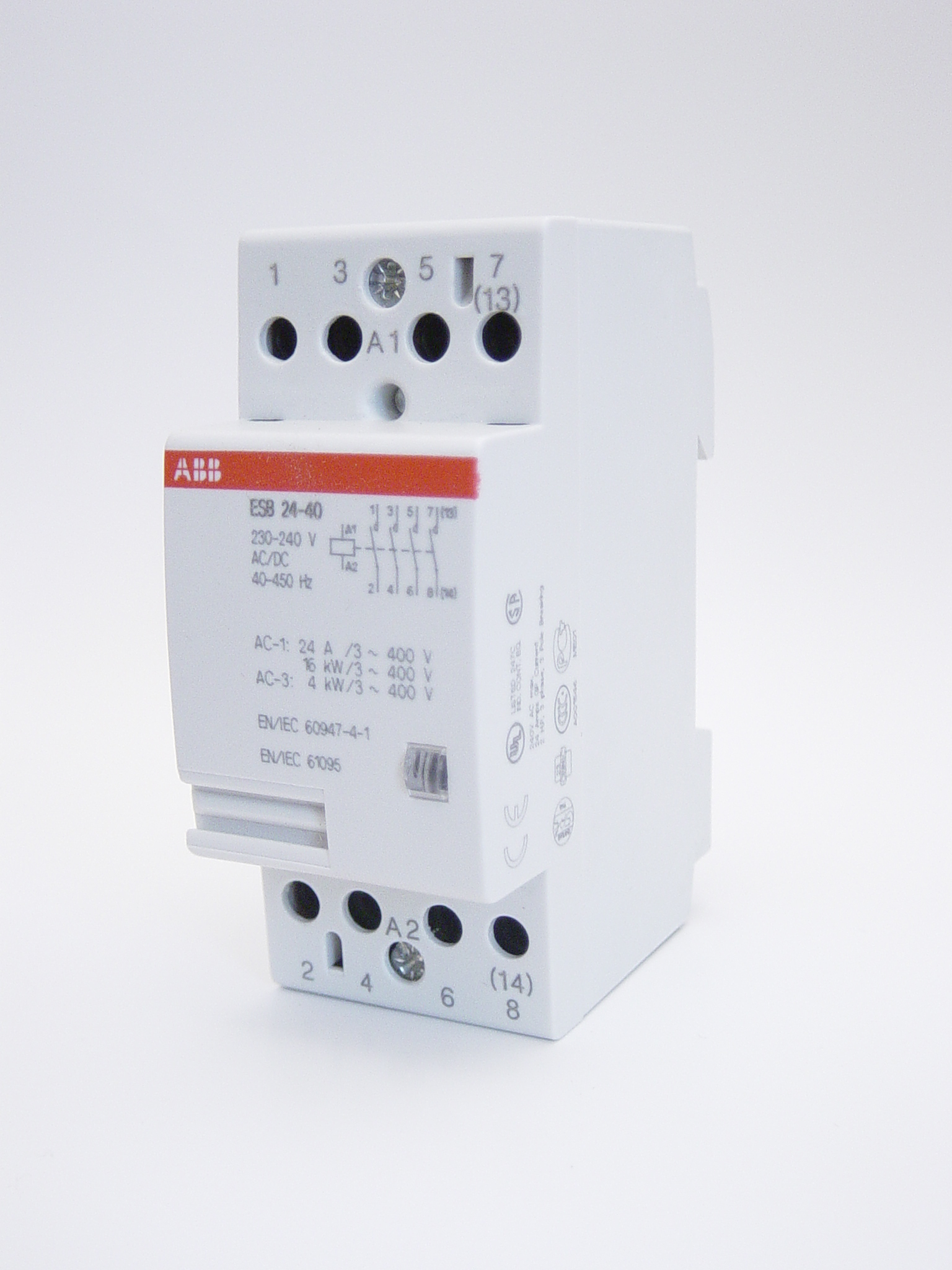
Schaltvorrichtung für den Verteiler von ABB

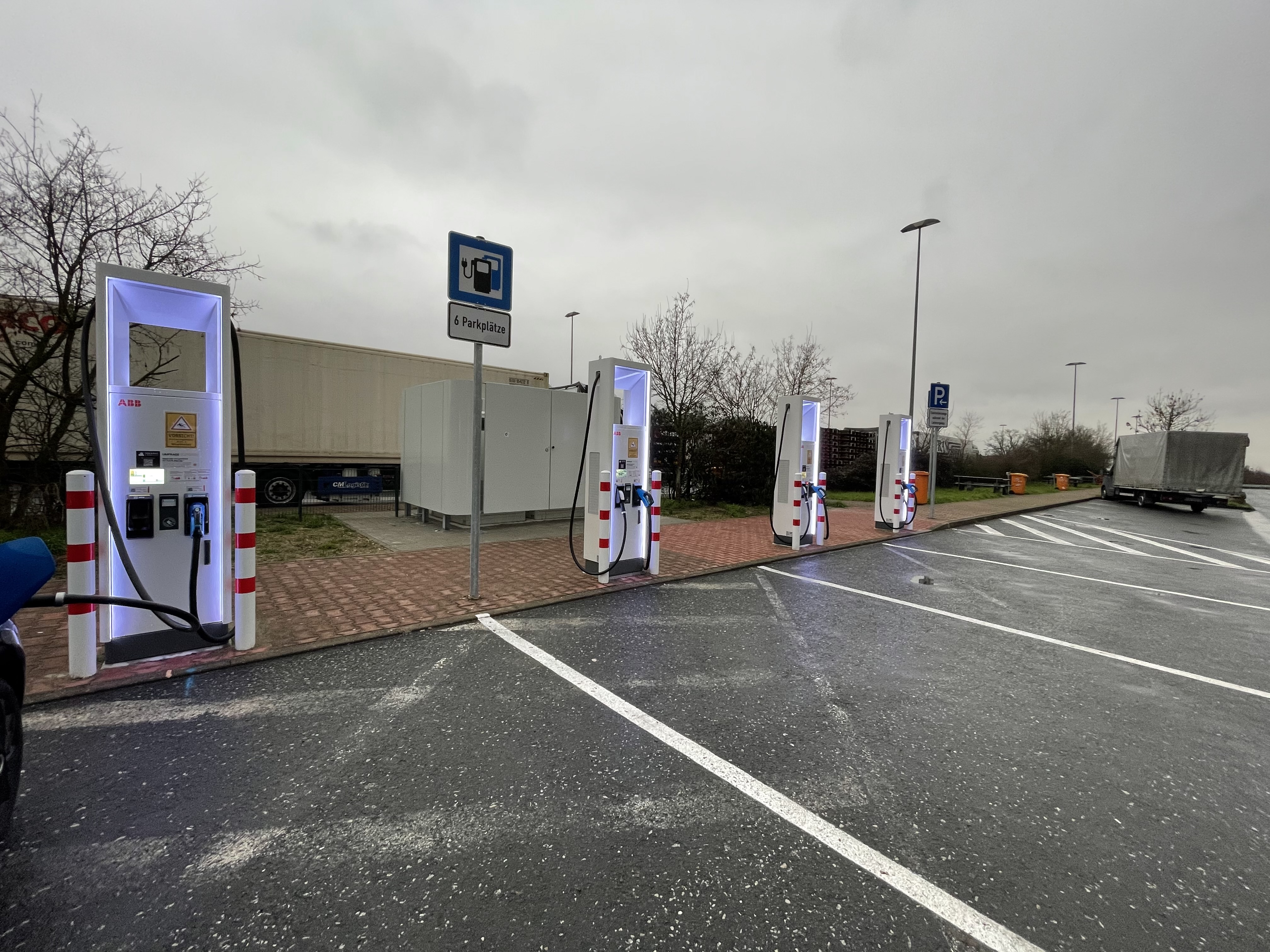
ABB-Schnellladesäulen an der Raststätte Medenbach-West

Der Geschäftsbereich bietet Technologien über die gesamte Wertschöpfungskette der Elektrifizierung – vom Umspannwerk bis zur Verbrauchsstelle.
Das Portfolio umfasst digitale und vernetzte Innovationen, die die Verlässlichkeit und Effizienz von Elektroinstallationen in der Nieder- und Mittelspannung verbessern. Hierzu zählen: die Ladeinfrastruktur für Elektrofahrzeuge, Solar-Wechselrichter, modulare Umspannwerke, Lösungen für die Verteilautomatisierung, Schaltanlagen, Sensortechnik und Steuerungen sowie KNX-Systeme zur Automatisierung und Vernetzung von Gebäudeinfrastruktur.

### Robotik und Fertigungsautomation
Der Geschäftsbereich Robotik und Fertigungsautomation bietet Produkte, Lösungen und Dienstleistungen zur Steigerung der industriellen Produktivität und Energieeffizienz.
Mit ihren Motoren, Generatoren, Antrieben und Robotern stellt die Division Energie-, Antriebs- und Steuerungstechnologien für zahlreiche Automationsanwendungen bereit. Der Schwerpunkt Industrie wird durch die Führungsstellung in den Bereichen Windgeneratoren und Traktionsumrichter ergänzt.
2019 investierte ABB 150 Millionen Dollar in eine Fabrik in China.

### Power Grids (Joint Venture Hitachi Energy)
Der Geschäftsbereich Power Grids (Stromnetze) ist ein Anbieter von energie- und automationstechnischen Produkten, Systemen und Servicelösungen über die gesamte Wertschöpfungskette der Stromerzeugung, Stromübertragung und -verteilung.
Sie beliefert Kunden aus der Versorgungswirtschaft, Industrie und dem Transport- und Infrastruktursektor sowohl direkt als auch über Vertriebspartner. Die Division konzentriert sich auf Schlüsselbereiche wie die Integration erneuerbarer Energien, die wachsende Netzkomplexität, die Netzautomatisierung und Mikronetze. Darüber hinaus bietet sie im Rahmen von Lifecycle-Konzepten ein breites Spektrum von Beratungsleistungen, Serviceleistungen und Lösungen für das Anlagenmanagement.
Die Stromnetz-Sparte – geschichtlich eigentlich zu den Ursprüngen der Firma gehörend – wurde 2018 zu 80,1 % an den Hitachi-Konzern verkauft. 19,9 % verbleiben zunächst bei ABB, wobei innerhalb von 3 Jahren eine Option zum Verkauf der restlichen Anteile durch ABB gezogen werden kann. ABB und Hitachi kooperieren in Form eines Joint Ventures. Zunächst erfolgte die Kooperation unter dem Namen Hitachi ABB Power Grids.
Am 30. Juni 2021 ließ Hitachi das Joint Venture unter dem Namen Hitachi Energy Ltd. registrieren. Die Namensänderung von Hitachi ABB Power Grids zu Hitachi Energy sollte ab Oktober 2021 weltweit umgesetzt werden.
Im Jahr 2022 verkaufte ABB die restlichen Beteiligungen an Hitachi.

### Industrieautomation
Das Portfolio des Geschäftsbereichs Industrieautomation umfasst das gesamte Spektrum an Produkten und Lösungen für die Instrumentierung, Automatisierung und Optimierung industrieller Prozesse, sowie den Bereich der Abgasturboaufladung. Zu den Zielindustrien zählen: Chemie, Öl und Gas, Energie, Papier und Zellstoff, Wasser und Abwasser, Metalle, Marine, Zement und der Tagebau.

## Unternehmensdaten
Der Umsatz des Gesamtkonzerns belief sich im Geschäftsjahr 2017 auf rund 34,3 Milliarden US-Dollar, der Konzernreingewinn auf rund 2,2 Milliarden US-Dollar.
Größter Einzelaktionär von ABB ist mit rund 10,71 % des Aktienkapitals und der Stimmrechte die schwedische Investor AB. Weitere 5,3 % des Aktienkapitals und der Stimmrechte werden von Cevian Capital und 3,3 % von BlackRock gehalten. Das übrige Aktienkapital verteilt sich auf geschätzte 4130'000 Aktionäre, von denen keiner die Schwelle der Meldepflicht von drei Prozent erreicht (Stand 22. Februar 2018).

## Konzernstruktur
Der ABB-Konzern besteht aus weltweit über 330 konsolidierten Tochtergesellschaften.

### Schweiz
In der Schweiz beschäftigt ABB rund 3850 Mitarbeiter. Zu den wichtigen Schweizer Tochtergesellschaften zählen
- ABB Schweiz AG
- ABB Asea Brown Boveri Ltd

Das Unternehmen ist mit Produktion und Engineering an acht Standorten in der Schweiz aktiv. Diese befinden sich in Baden, Baden-Dättwil, Turgi/Untersiggenthal, Schaffhausen, Frauenfeld, Zuzwil, Uster und Quartino. Dazu kommen Niederlassungen für Sales und Marketing in Baden, Quartino, Morges und Genf.

### Deutschland
Mit einem Umsatz von 2,81 Milliarden Euro im Jahr 2019 und ca. 8.500 Beschäftigten zählt Deutschland zu den weltweit wichtigsten Standorten innerhalb des ABB-Konzerns. In Deutschland hat ABB beispielsweise folgende Tochtergesellschaften:
- ABB AG, Sitz in Mannheim
- ABB Stotz-Kontakt GmbH
- ABB Stotz-Kontakt / Striebel & John Vertriebsgesellschaft mbH
- ABB Striebel & John GmbH[41]
- Busch-Jaeger Elektro GmbH
- ABB Kaufel GmbH (Berlin)
- ABB Ausbildungszentrum Berlin GmbH

## Verwaltung
Vorsitzende der Geschäftsleitung
- 1987 bis 1996: Percy Barnevik
- Januar 1997 bis Dezember 2000: Göran Lindahl
- Januar 2001 bis September 2002: Jörgen Centerman
- September 2002 bis Dezember 2004: Jürgen Dormann
- Januar 2005 bis Februar 2008: Fred Kindle
- Februar 2008 bis September 2008: Michel Demaré (ad interim)
- September 2008 bis zum 14. September 2013: Joe Hogan
- September 2013 bis April 2019: Ulrich Spiesshofer
- April 2019 bis Februar 2020: Peter Voser (ad interim)
- März 2020 bis Juli 2024: Björn Rosengren
- seit 1. August 2024: Morten Wierod[3]

Verwaltungsratspräsident:
- seit April 2015: Peter Voser

Wichtige ehemalige Verwaltungsratsmitglieder:
- Donald Rumsfeld (1990–2001)
- Hubertus von Grünberg (2007–2015)